# Blitzar

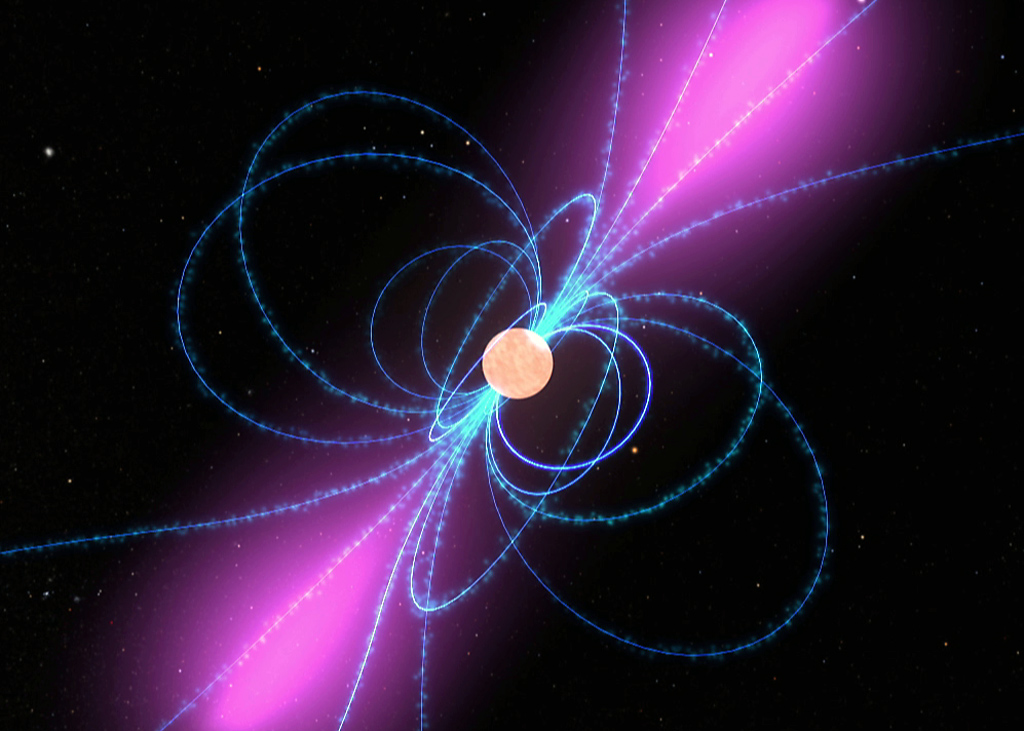
Illustration d'un pulsar et de son champ magnétique.

Un blitzar est un objet céleste hypothétique composé d'une étoile à neutrons ayant une masse suffisante pour former un trou noir, mais possédant une rotation suffisante pour empêcher l'effondrement gravitationnel menant à ce dernier.
Provenant du mot allemand blitz, qui signifie « éclair », le blitzar est l'une des hypothèses proposées pour expliquer les sursauts radio rapides. Les blitzars permettraient également de mieux observer la formation des trous noirs puisque le champ magnétique du pulsar élimine la matière environnante qui peut empêcher de voir ce dernier.

## Sursauts radio

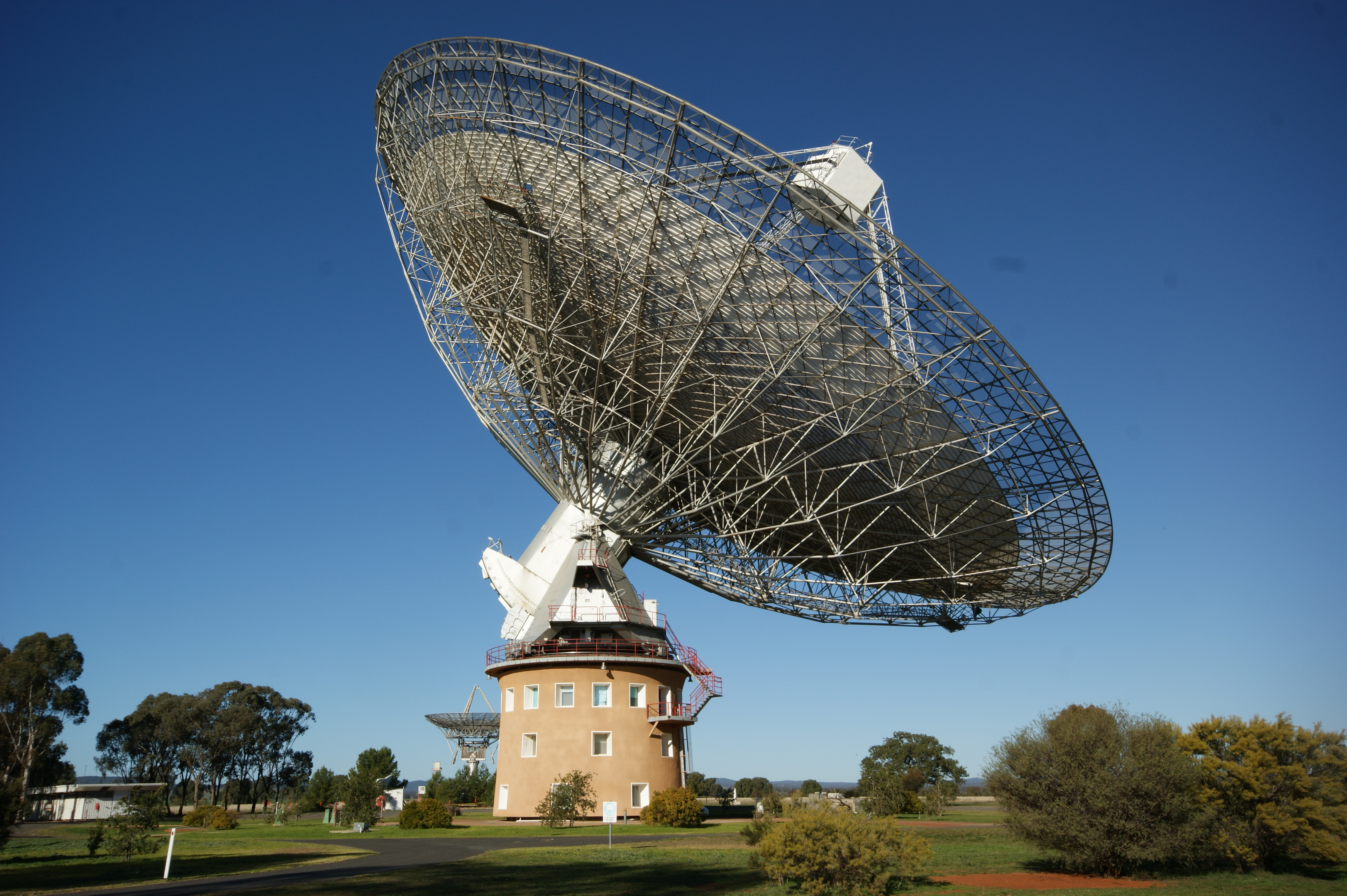
Les observations de sursauts radio rapides ont été faites à l'Observatoire de Parkes, en Australie.

Le phénomène a été observé la première fois par hasard en 2007 par Duncan Lorimer, un professeur de physique et astronomie à l'université de Virginie-Occidentale, et David Narkevic, un étudiant en physique à la même université. En cherchant dans les données reçues par le radiotélescope australien de Parkes, ils y cherchent les signes de pulsars sous forme d’ondes radio,. Bien que de nombreux pulsars dégagent de brefs éclairs périodiques d'ondes radio, le « sursaut Lorimer » était un évènement singulier, d'une durée de quelques millisecondes (ms). Le phénomène capté ne se répétait pas et serait parvenu d’une distance le situant en dehors de la Voie lactée, estimée à ~3 milliards d'années lumière de la Terre.
Ce n'est qu'en juillet 2013 qu'une équipe menée par Dan Thornton, un étudiant au doctorat de l'université de Manchester et du Commonwealth Scientific and Industrial Research Organisation, publie les résultats de leur recherche sur ces éclairs radio dans la revue scientifique Science. L’équipe, constituée de chercheurs provenant de l'Allemagne, l'Italie, l'Australie et des États-Unis, a analysé 4 sursauts observés au radiotélescope de 64 m de l'Observatoire de Parkes. Ces éclairs, observés seulement dans le domaine des ondes radio, se produisent à une distance de quelques milliards d'années-lumière. Les sursauts, d'une durée de quelques millisecondes, produiraient une énergie équivalente à celle dégagée par le Soleil en un million d’années.
Il existe plusieurs hypothèses pour expliquer ces sursauts. Ils pourraient être le résultat de la collision de deux étoiles à neutrons, de la fusion d’une étoile mourante ou en train d'être avalée par un trou noir ou le résultat de l'effondrement d'un blitzar. Parce que le signal était singulier, ultrarapide et non répétitif, Falcke et Rezzolla ont nommé ces objets des « blitzars » qui vient du mot allemand blitz qui signifie éclair. Selon les auteurs, un sursaut serait observé tous les 4 jours pour une région d'un degré carré du ciel, soit environ un sursaut toutes les 10 secondes. Par comparaison, il se produit 8 supernovas par jour par un degré carré, soit 32 fois plus.

## Théorie
Un blitzar serait une étoile à neutrons dont la masse est supérieure à la masse critique d’un pulsar, la limite d'Oppenheimer-Volkoff. Selon John Antoniadis et al. (2013), cette limite serait de 2,1 masses solaires (M☉). Toute étoile à neutrons ayant une masse supérieure à cette limite et ayant une vitesse de rotation nulle s’effondre en trou noir. Cependant, une étoile à neutrons possédant une rotation suffisamment grande pourrait subsister même si sa masse excède la masse critique. Ainsi, la rotation de l'étoile génère un effet centrifuge suffisamment grand pour contrebalancer l'attraction gravitationnelle.
Avec le temps, le champ magnétique du pulsar, situé à ses deux pôles, freinerait sa rotation par l'émission d'énergie. Après quelques millions d'années, l'affaiblissement résultant de l'effet centrifuge ne permet plus à l'astre de résister à la force gravitationnelle et le pulsar se transforme en trou noir.

### Formation
Théoriquement, lors d'une supernova, une étoile à neutrons avec une rotation rapide peut être formée tout en possédant un puissant champ magnétique. Par contre, dans ce cas, le champ magnétique ralentirait grandement l’étoile nouvellement formée. Ainsi, seules les étoiles ayant une masse légèrement supérieure à la masse critique, qui nécessitent une rotation relativement faible, pourraient former un blitzar.
Par ailleurs, il existe d’autres voies possibles qui pourraient mener à la formation d'un blitzar. Une étoile à neutrons ayant une faible rotation pourrait gagner de la masse et de la vitesse à travers une collision dans un système compact binaire X. On pourrait également considérer la collision entre une étoile à neutrons et une naine blanche, ce qui conduirait à un blitzar possédant un champ magnétique très puissant, une très grande masse et tournant rapidement.

### Rotation

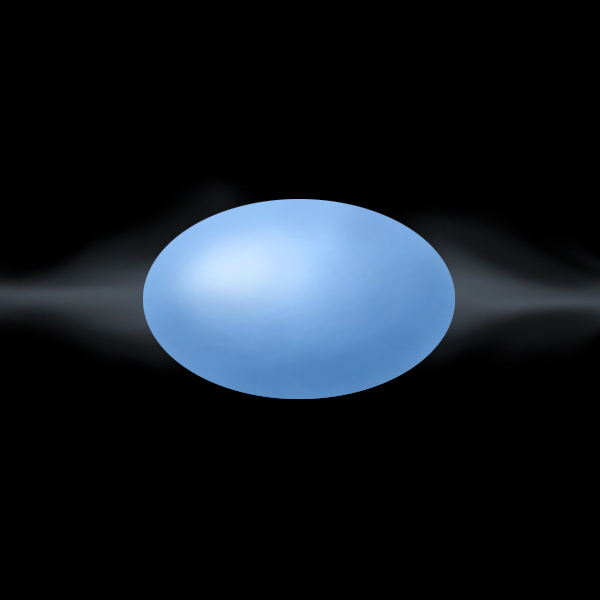
Schéma présentant le causé par une rotation stellaire rapide.

Au-delà d'une certaine limite, 2,4 M☉, la rotation d'un astre devient trop grande et celui-ci devient instable. Le blitzar peut exister jusqu'à cette valeur limite.
Puisque la décélération de l'astre est inversement proportionnelle au carré de la fréquence, plus la rotation est rapide, plus la décélération est grande. Ainsi, les étoiles à neutrons très massives (M > 2,4 M☉) ralentiraient beaucoup plus rapidement puisqu'elles auraient besoin d'une plus grande vitesse de rotation. Ainsi, après quelques milliers d'années, leur vitesse ayant considérablement diminué, les étoiles supermassives s'effondreraient en trou noir. Par contre, les étoiles dont la masse est légèrement supérieure à 2,1 M☉, pourraient survivre des millions d'années.
| Grandeur                   | Équation | Unité                                 |
| -------------------------- | --- | ------------------------------------- |
| Période de rotation        | {\displaystyle \tau _{\text{rot}}=2\Pi f^{-1}{\sqrt {\frac {R^{3}}{GM}}}\backsimeq 3,8f^{-1}R^{3/2}M^{-1/2}}                           | {\displaystyle {\text{ms}}}           |
| Temps avant immobilisation | {\displaystyle \tau _{\text{braking}}={\frac {6c^{3}M\sin ^{-2}(\alpha _{B})}{5B^{2}R^{4}\Omega ^{2}}}\backsimeq 3,1f^{-2}R^{-1}B{-2}} | {\displaystyle 10^{3}{\text{années}}} |

où:
- {\displaystyle \Omega ={\frac {2\pi }{\tau }}} est la fréquence de rotation ;
- {\displaystyle \tau } est la période de rotation ;
- {\displaystyle f} est la fréquence de rotation de l'étoile en Hz ;
- {\displaystyle M} est la masse de l'étoile en M☉ ;
- {\displaystyle G} est la constante gravitationnelle ;
- {\displaystyle R} est le rayon de l'étoile en km ;
- {\displaystyle B} est le champ magnétique en gauss ;
- {\displaystyle c} est la vitesse de la lumière ;
- {\displaystyle \alpha _{B}} est l'angle d'inclinaison du champ magnétique par rapport à son axe de rotation ;

### Stabilité de la rotation dans le temps
Cependant la rotation de l'astre peut rester stable pendant une durée supérieure à l'l'âge actuel de l'univers. Quand l'angle d'inclinaison du champ magnétique par rapport à l'axe de rotation de l'astre se rapproche de 0, il peut durer plus de {\displaystyle 1,42\times 10^{30}} (en échelle longue) (1,42 quintillions) d'années. Cela s'explique par le fait que plus l'angle du champ magnétique diminue par rapport à son axe de rotation, moins la rotation de l'astre ralentit.[réf. nécessaire]

### Émissions
Habituellement lors d'un effondrement, une multitude de rayonnements électromagnétiques sont observés, dont les rayons gamma et les rayons X. Or, dans les sursauts observés, seules des ondes radio ont été observées. Cela pourrait s'expliquer par le fait que l'étoile à neutrons a déjà éliminé la matière environnante, la matière ayant été attirée par l'étoile ou balayée par son champ magnétique. Aussi, la formation de l’horizon des événements se produisant très rapidement ({\displaystyle \triangle _{t}<1{\text{ms}}}), la plus grande partie de la matière et des émissions en provenance de l'étoile seraient absorbées par le trou noir en formation. Ainsi, les rayons X, qui sont émis depuis la surface de l'étoile, serait absorbés par le trou noir. Également, l'énergie thermique générée par l'effondrement ne pourrait se rendre à la surface de l'étoile et serait également absorbée. Tout le rayonnement émis, depuis la surface de l'étoile, serait absorbé par le trou noir.
Seule la magnétosphère, suffisamment éloignée de l'horizon des événements, serait épargnée. En tenant compte du théorème de calvitie, qui stipule qu'un champ magnétique ne peut pénétrer l'horizon des événements, le champ magnétique devrait se détacher entièrement puis se reconnecter à l'extérieur de l'horizon de événements. À ce moment de la transformation du blitzar, le champ magnétique est soudainement coupé de sa source. L'énergie magnétique emmagasinée dans la magnétosphère serait alors libérée instantanément en une grande quantité de rayonnement. Lors de son éclatement, le champ magnétique émettrait une onde de choc magnétique se propageant à une vitesse proche de celle de la lumière. Ainsi, les particules chargées (positron et électron), contenues dans la magnétosphère, seraient emportées en suivant les lignes du champ magnétique. Ces particules en mouvement créeraient des gerbes atmosphériques à l'intérieur du champ magnétique, produisant ainsi des ondes radio. Quant aux électrons, leur énergie n'est pas suffisamment grande pour que les instruments actuels puissent les détecter.
Ce phénomène a été observé dans une simulation 3D de la résistance magnétohydrodynamique de l'effondrement d'une étoile à neutrons dont la rotation est nulle.
D'après une autre simulation, pour une étoile sans rotation, il y aurait une première onde dominante. Après la formation du trou noir, d'autres émissions seraient émises, mais elles seraient beaucoup plus faibles, diminuant de manière exponentielle. Les deux premières impulsions contiendraient la plus grande partie du rayonnement émis, soit environ 5 % de l'énergie contenue dans le champ magnétique. Cette énergie est cependant suffisante pour expliquer les sursauts radio.
| Grandeur                                 | Équation                                                              | Unité                                   |
| ---------------------------------------- | --------------------------------------------------------------------- | --------------------------------------- |
| Puissance contenue dans la magnétosphère | {\displaystyle L=4,2\times 10^{43}\eta _{B,5\%}t_{ms}^{-1}b^{2}r^{3}} | {\displaystyle {\frac {\text{erg}}{s}}} |

- {\displaystyle b} est la constante gravitationnelle ;
- {\displaystyle r} est le rayon de l'étoile (en km) ;
- {\displaystyle t} est le temps que l'énergie prend pour être relâchée (en ms) ;
- {\displaystyle \eta _{B,5\%}} est l'efficacité du transfert de l'énergie, soit dans ce cas 5 %.